# 弘阳教
弘阳教，别名有混元教、红阳教等，为明代以后中国民间宗教。

## 概述
韩太湖，教内称为飘高祖，隆庆四年生，于万历二十二年（1594年）创立弘阳教，第二年到北京，争取到宦官的支持，由皇家内经厂刊印了许多制作精美的宝卷。万历二十六年韩太湖去世。韩太湖无子，弘阳教无世袭传教家族。弘阳教的一支参与嘉庆年间的癸酉之变。
韩太湖仿照罗教“五部六册”，创作五部经书，《混元弘阳临凡飘高经》、《弘阳苦功悟道经》、《弘阳悟道明心经》、《弘阳叹世经》、《弘阳显性结果经》，为弘阳教的主要经典。弘阳教以混元老祖为最高神，无生老母为次高神，飘高祖师是他们的小儿子。弘阳教有“三阳劫变”说，即：过去是青阳之世，燃灯佛掌教；现在是弘阳之世，释迦牟尼佛掌教；未来是白阳之世，弥勒佛掌教。由于弘阳末劫即将到来，混元老祖和无生老母大发慈悲，派飘高祖临凡搭救原人，只要度过末劫，就能到达美好的白阳之世。